# إنجليك لاير
إنجليك لاير (باليابانية: エンジェリックレイヤー، بالروماجي: Enjerikku Reiyā) (بالإنجليزية: Angelic Layer)‏ هي سلسلة مانغا يابانية من تأليف كلامب، نشرت من قبل كادوكاوا شوتين في مجلة شونن إيس، في 1 يوليو عام 1999 حتى 1 أكتوبر عام 2001، وتكونت من 5 مجلدات. أنتجت المانغا إلى مسلسل أنمي تلفزيوني من قبل استوديو بونز، عرض الأنمي في 1 أبريل عام 2001 واستمر عرضة حتى 23 سبتمبر عام2001، على تلفزيون طوكيو، وتكون من 26 حلقة.

## القصة
تدور أحداث القصة عن ميساكي سوزوهارا هي طالبة في المدرسة المتوسطة انتقلت إلى طوكيو لتعيش مع خالتها شوكو أسامي. بعد وصوله إلى محطة طوكيو، شاهد ميساكي معركة بين دميتين على شاشة كبيرة تسمى إنجليك لاير، وهي لعبة مشهورة للغاية، يستخدم فيها اللاعبون دمى مصممة خصيصًا تُعرف بأسم إنجليز التي يتم اللعب بها عن طريق التحكم العقلي عندما تكون في حقل يسمى الطبقة. تصبح ميساكي مهتمة بتعلم هذه اللعبة، على الرغم من عدم معرفتها باللعبة، إلا أن ميساكي تظهر مهارات لاتقل عن مهارات المحترفين، وسرعان ما تنافس في البطولات.

## الشخصيات

### الشخصيات الرئيسية
ميساكي سوزوهارا (باليابانية: 鈴原 みさき، بالروماجي: Suzuhara Misaki)
أداء صوتي: أتسوكو إينوموتو
إيتشيرو ميهارا (باليابانية: 三原 一郎، بالروماجي: Mihara Ichirō)
أداء صوتي: ماسايا أونوساكا
هاتوكو كوباياشي (باليابانية: 小林 鳩子، بالروماجي: Kobayashi Hatoko)
أداء صوتي: يوري شيراتوري
كوتارو كوباياشي (باليابانية: 小林 虎太郎، بالروماجي: Kobayashi Kōtarō)
أداء صوتي: جون فوكوياما
تومايو كيزاكي (باليابانية: 木崎 珠代، بالروماجي: Kizaki Tamayo)
أداء صوتي: ساتسوكي يوكينو
أوهجيرو هيهارا (باليابانية: 三原 王二郎، بالروماجي: Mihara Ōjirō)
أداء صوتي: سويتشيرو هوشي
شوكو أسامي (باليابانية: 浅見 祥子، بالروماجي: Asami Shōko)
أداء صوتي: كوتونو ميتسويشي
شوكو سوزوهارا (باليابانية: 鈴原 萩子، بالروماجي: Suzuhara Shūko)
أداء صوتي: كيكوكو إينوي

### شخصيات أخرى
ساي جونوتشي (باليابانية: 城乃内 最، بالروماجي: Jōnouchi Sai)
أداء صوتي: هوكو كواشيما
كايدي سايتو (باليابانية: 斉藤 楓، بالروماجي: Saitō Kaede)
أداء صوتي: أياكو كاواسومي
رينغو سيتو (باليابانية: 瀬戸 林子، بالروماجي: Seto Ringo)
أداء صوتي: كانا أويدا
مادوكا فوجيساكي (باليابانية: 藤崎 円香، بالروماجي: Fujisaki Madoka)
أداء صوتي: توموكو كاواكامي
أريسو فوجيساكي(باليابانية: 藤崎 有栖، بالروماجي: Fujisaki Arisu)
أداء صوتي: تشيمي تشيبا
ماساهارو أوغيتا (باليابانية: 尾形 雅治، بالروماجي: Ogata Masaharu)
أداء صوتي: توموكازو سيكي
هيرومي فوجيموري (باليابانية: 藤森 ひろみ، بالروماجي: Fujimori Hiromi)
أداء صوتي: يوي هوريه
يوكو إينابا (باليابانية: 稲田 夕子، بالروماجي: Inada Yūko)
أداء صوتي: هيرومي نيشيكاوا
شوجي إينابا (باليابانية: 稲田 修二، بالروماجي: Inada Shūji)
أداء صوتي: يوشيوكي كونو
شيكايشا (باليابانية: 司会者، بالروماجي: Shikaisha)
أداء صوتي: يوشيوكي كونو
كيوكو (باليابانية: 京子، بالروماجي: Kyōko)
أداء صوتي: تشيكو أتاراشي

## وصلات خارجية
- إنجليك لاير على موقع ANN manga (الإنجليزية)